# Acmadenia nivea
Acmadenia nivea är en vinruteväxtart som beskrevs av I. Williams. Acmadenia nivea ingår i släktet Acmadenia och familjen vinruteväxter. Inga underarter finns listade i Catalogue of Life.